# 田中敦子 (声優)
田中 敦子（たなか あつこ、1962年〈昭和37年〉11月14日 - 2024年〈令和6年〉8月20日）は、日本の女性声優、ナレーター。群馬県前橋市出身。マウスプロモーション所属。

## 来歴

### 生い立ち
前橋市立南橘中学校、群馬県立前橋女子高等学校、フェリス女学院大学文学部国文学科卒業。
テレビで舞台の中継を見て、芝居に興味をもつ。また、両親の影響で幼いころから演劇や映画をよく見ていたという。
小さい頃は人見知りな性格で、友達との会話や口げんかでは言葉に詰まり言いたいことが言えなくなるなど、思いを上手く伝えられないことにジレンマがあった。そのため、「別の自分になれたら、思っていることが表現できるかな……」と考え、中学時代は演劇部へ所属。高校へ入学後は「言葉はいらないし、肉体だけで表現できる」という魅力から、ダンス部へ所属した。その後、大学在学時も演劇とダンスに熱中したという。
大学卒業後は、それまでの活動を継続するも趣味と割り切り、就職してOLとして勤務する。だが次第に、定年までOLとして働くことに「無理だ」と感じ転職を考えるようになり、入社から約6年後に「安定はしていなくても、好きな仕事に就けたなら、やりがいもあるし、一生続けていけるんじゃないか」と、退職して演劇かダンスの道に進むことを決意する。
ダンスは、就職後も所属した舞踏団で月に1度のペースでステージへ立っていたが、退職する頃には体の限界を感じると同時に、やりきったという思いもあった。そのため、「まだまだ勉強したいこともあるし、仕事にできるならしてみたい」と演劇の道を選択する。しかし、当時二十代半ばを過ぎていた田中は「（今から舞台活動を始めるのは）ちょっと遅いのかな」という悩みもあったといい、そんな中、同じ群馬県出身のダンス仲間に声優活動をしていた人物がいたことで、声の仕事に興味をもつ。その後、吹き替えの仕事に“一種のひらめき”を感じ、最終的に「ヒロインの吹き替え」を目標に声優になることを決意。その人物に声優業に興味があると話したところ「経験がない人を直接プロダクションに紹介することはできないから、とりあえずどこかで勉強してきた方がいい」と勧められ、東京アナウンスアカデミー（現：東京アナウンス・声優アカデミー）の声優養成コースへ入る。

### キャリア
同アカデミーは夜間クラスを受けるなどOLの仕事と並行しながら通い、その後は事務所に所属するため、会社終業後の夕方に大手の事務所へ片っ端から電話をかけたものの、キャリアがない田中の話を聞く事務所はなかった。だが、江崎プロダクション（現：マウスプロモーション）へ電話したところ、受けた相手が後に同事務所社長にもなったマネージャーの小野光枝であり、小野は田中の話へ真摯に対応し「でもあなた、会社にも勤めているんでしょう？」「会社との兼ね合いもあるだろうし、両立していくのは大変だと思う。（中略）もう一回自分で考えてみて、そういう自信が本当にあるんだったら、来年の春に養成所のオーディションを受けにいらっしゃい」と回答した。この電話で田中は「こういう人がいる事務所だったら、私、やっていけるかもしれない」と思い、翌春にオーディションを受けて、江崎プロダクションの養成所に入所。6年務めた会社も、両親の反対を押し切る形で退職する。
養成所時代から様々な作品に出演。アカデミー時代の講師だった演出家の小林守夫に才能を見出されており、小林の「主役を目指す人は、最初から主役をやって、そういう経験を重ねていかなくてはいけない」という考えから、ヒロイン役など、田中自身が“分不相応”と思うような役で出演していた。田中はのちに「そんな先生に巡り合えたことは本当に幸運でした」と回想している。
その後、養成所からのオーディションを経て江崎プロダクション（現：マウスプロモーション）に正所属し、死去まで同事務所に所属した。
初の主演作品は、映画『不法侵入』（機内上映版）のマデリーン・ストウの吹き替え。
1993年、『ルパン三世 ルパン暗殺指令』にゲストヒロインで出演。同作により、両親が声優の仕事を認めてくれたという。
1995年に公開された劇場アニメ『GHOST IN THE SHELL / 攻殻機動隊』以降は同シリーズのヒロイン・草薙素子を演じ、代表作の一つとなる。
2020年、第14回声優アワード外国映画・ドラマ賞を受賞。

### 死去
2024年8月20日、死去。61歳没。訃報は同日に所属事務所の公式サイト、および実子である田中光のXにて発表された。死因は故人の遺意により公表しておらず、光によれば、約1年に及ぶ闘病生活を送りながら声優として活動していたという。
山寺宏一は田中が亡くなる10日前に直接会って話をしており、「最期まで、美しくて、カッコ良くて、優しくて、素敵だったあっちゃん。良く頑張ったね、ありがとう！」と自身のXで追悼した。東日本大震災の復興チャリティーとして「文芸あねもねR」を田中と立ち上げた井上喜久子は、病室で田中と面会しており「とても美しい寝顔でした。どんなに言葉を尽くしても足りないくらい、あっちゃんには感謝の気持ちでいっぱいです」と偲んだ。
2024年11月14日から、かつて田中が声優として出演していた前橋市の歴史を紹介する映像コンテンツがあるヒストリア前橋にて追悼展が開催されている。名誉館長で追悼展を企画した群馬地域学研究所の代表理事・手島仁は「地元でのお別れ会という意味を込めている。田中さんの『前橋愛』を改めて感じてほしい」と語った。

## 特色・人物
低めで艶やかな声色が特徴であり、頭の切れるスマートな女性、戦う強い女性役を多く演じている。
愛称は「少佐」。由来は、『攻殻機動隊』シリーズで演じる草薙素子の劇中での通称から。
2人姉妹の姉である。息子は声優の田中光だが、生前は自らその関係を明かすことはなかった。大おじは群馬県知事を務めた村田五郎。
好きな食べ物は牛肉とパン。
野球観戦が趣味のひとつであり、北海道日本ハムファイターズのファン。ファン仲間の深見梨加、笹本優子と共に札幌ドームへ観戦に赴いたこともある。近年の推し選手は伊藤大海だった。
落語に興味があり、立川志ら乃と交流のあった縁で客前で落語を1席披露したことがある。

### エピソード
尊敬する人物には、声優の高島雅羅を挙げている。新人時代に共演した折、その穏やかな人柄と共に、現場における芝居の素晴らしさに魅了され、以後目標とする存在としている。
たびたび共演する声優の古澤融は敷島幼稚園の同級生。
声優の川田妙子とピアニストの発知優香と共に、ユニット「Windy's murmur」（ウィンディーズマーマー）を組んでいた。
「アドベンチャーワールド」にて2016年9月18日に生まれた雌のジャイアントパンダ「結浜（ゆいひん）」名付け親の1人である。一般人として応募したものである。また、2018年8月14日に生まれた雌のジャイアントパンダ「彩浜（さいひん）」においても名付け親の1人となった。パンダの名付け予想を定期的に行っているTBSラジオの番組『安住紳一郎の日曜天国』においては「完熟マンゴー」のラジオネームで一般人に混じって電話出演をし、パーソナリティの安住紳一郎に田中だと見抜かれた経験をもつ。

### 出演作品に関して
吹き替えでは、ニコール・キッドマンをはじめ、ケイト・ベッキンセールやレイチェル・ワイズ、グウィネス・パルトロー、ジェニファー・ロペス、モニカ・ベルッチなどを多く担当している。
『冷たい月を抱く女』で初めて担当して以降、ほとんどの作品で担当していたニコール・キッドマンに関しては、これまでに吹き替えた女優の中で、特に思い入れの強い女優に彼女の名を挙げており「とても相性の良さを感じています。演じやすいというか。日本中で彼女のお芝居を一番理解しているのは自分だと自負しています（笑）」と話していた。キッドマン出演作品で好きな作品には『毛皮のエロス』を挙げている。
1995年公開の『GHOST IN THE SHELL / 攻殻機動隊』以降、『攻殻機動隊』シリーズでは主人公の草薙素子を演じていた。田中は、声優人生の中で思い出に残っている作品に『攻殻機動隊』を挙げているほか、共演するバトー役の大塚明夫、トグサ役の山寺宏一とは親交があることをインタビューなどでよく話していた。2023年11月に『攻殻機動隊 SAC_2045 最後の人間』の舞台挨拶へ登壇した際は「（草薙素子は）30年以上声優という仕事をしてきている中でかけがいのない存在ですし、彼女がいなければ今ここにいないと思えるくらい大切なバディです」と語り「ここに立っていられるだけで心から幸せです。皆さん、攻殻機動隊は『最後の人間』で一旦結末を迎えるのかもしれません。でも、どうか忘れないでください。皆さんがネットにアクセスするとき、『攻殻機動隊』にアクセスするとき、私たちは、私は、いつでも皆さんの側にいます。どうか忘れないでください」と涙ぐみながら話した。

## 出演
太字はメインキャラクター。

### テレビアニメ
1992年
- コボちゃん（1992年 - 1993年、のり子 他）

1993年
- 機動戦士Vガンダム（1993年 - 1994年、ユカ）
- ルパン三世 ルパン暗殺指令（カレン）

1994年
- ヤマトタケル（シャーマン）
- BLUE SEED（礼子の母）

1995年
- 鬼神童子ZENKI（俊一の母、女将 / 血粧乾）
- 魔法陣グルグル（ビケイン）
- NINKU -忍空-（朱美、典子）
- 闘魔鬼神伝ONI（カーラ）
- ふしぎ遊戯（1995年 - 1996年、房宿）
- バーチャファイター（1995年 - 1996年、エヴァ・デュリックス）

1996年
- きこちゃんすまいる（バレエの先生）
- 超者ライディーン（天賀井玲子）
- YAT安心!宇宙旅行（アン・マリーゴールド）

1997年
- マッハGoGoGo（1997年）（セシル葉月、少年時代の剛）
- マスターモスキートン'99（ウルフレディ）

1998年
- AWOL -Absent Without Leave-（ダナ・マクラレン）
- 名探偵コナン（1998年 - 2024年、木下明子、江本彩、領域外の妹 / メアリー・世良〈初代〉、萩原千速）
- 剣風伝奇ベルセルク（スラン）
- 魔法のステージファンシーララ（羽根石由美）
- ブレンパワード（シラー・グラス、通信士）
- 星方武侠アウトロースター（ヴァレリア・ベルトーネ）
- TRIGUN（クレア）
- スーパードール★リカちゃん（プル）

1999年
- 火魅子伝（藤那）
- どっきりドクター（雪女）
- 金田一少年の事件簿（笹本美華）
- MASTERキートン（木田香代子）
- カウボーイビバップ（コフィ）
- 星方天使エンジェルリンクス（ヴァレリア・ベルトーネ）
- ぶぶチャチャ（1999年 - 2001年、ママ） - 2シリーズ
- GTO（水樹ななこの母）
- アレクサンダー戦記（カッサンドラ）
- 人形草紙あやつり左近（秋月二葉）
- ゴジラ ザ・シリーズ（オードリー・ティモンズ）

2000年
- それいけ!アンパンマン（2000年 - 2023年、マダム・ナン、コチョウランさん〈代役〉、ショコラおばさん）
- グラビテーション（薫子）

2001年
- サラリーマン金太郎（末永美鈴）
- キャプテン翼（第3作）（2001年 - 2002年、松本香）

2002年
- ラーゼフォン（七森小夜子）
- 炎の蜃気楼（だし）
- 攻殻機動隊 STAND ALONE COMPLEX（2002年 - 2003年、草薙素子、クロマ）
- Weiß kreuz Glühen（辻井真由美）

2003年
- WOLF'S RAIN（ジャガラ卿）
- まぶらほ（風椿麻衣香）
- DEAR BOYS（氷室恭子）
- バトルプログラマーシラセ（天野琴恵）
- 銀河鉄道物語（カタリナ・シェリル）

2004年
- 攻殻機動隊 S.A.C. 2nd GIG（草薙素子、ヒララ）
- 魔法少女隊アルス（アテリア）
- アガサ・クリスティーの名探偵ポワロとマープル（ミス・レモン）
- MONSTER（2004年 - 2005年、マルゴット）
- 神無月の巫女（アメノムラクモ）

2005年
- ギャラリーフェイク（翡翠）
- ブラック・ジャック（ブラッククイーン〈初代〉）
- ルパン三世 天使の策略 〜夢のカケラは殺しの香り〜（辻斬りカオル）
- ノエイン もうひとりの君へ（後藤美有樹）
- BLACK CAT（2005年 - 2006年、エキドナ＝パラス）

2006年
- ポケットモンスター アドバンスジェネレーション（アザミ）
- Fate/stay night（キャスター）
- Ergo Proxy（ラカン）
- うたわれるもの（カルラ）
- 攻殻機動隊 STAND ALONE COMPLEX Solid State Society（草薙素子）
- シュヴァリエ 〜Le Chevalier D'Eon〜（エリザヴェータ）
- 働きマン（梶舞子）
- 奏光のストレイン（メドロック）
- 少年陰陽師（2006年 - 2007年、高淤の神）
- スーパーロボット大戦OG -ディバイン・ウォーズ-（ヴィレッタ・バディム）

2007年
- レ・ミゼラブル 少女コゼット（ゼフィーヌ、女性A、中年の女B）
- 京四郎と永遠の空（ミカ）
- MOONLIGHT MILE（ファトマ・トゥレ・グットウ）
- 史上最強の弟子ケンイチ（フレイヤ / 久賀舘要）
- Devil May Cry（トリッシュ）
- 獣神演武 -HERO TALES-（紅英）

2008年
- シゴフミ（立石尚子）
- 破天荒遊戯（イリリア・ローズ）
- のらみみ（トリミ）
- デュエル・マスターズ シリーズ（2008年 - 2013年、キメラ、子供ザキラ、ニヤリくん） - 2シリーズ
- 二十面相の娘（白髪鬼）
- PERSONA -trinity soul-（茅野美千代）
- 秘密 〜The Revelation〜（野見山智子）
- あまつき（狗神）
- MAJOR 4th season（陣内マリー）
- S・A〜スペシャル・エー〜（狩野菫）
- ゴルゴ13（エバ・クルーグマン）
- あかね色に染まる坂（長瀬・母）
- 地獄少女 三鼎（犬尾さくら）

2009年
- ドルアーガの塔 〜the Sword of URUK〜（アミナ）
- 源氏物語千年紀 Genji（王命婦）
- クイーンズブレイド シリーズ（2009年 - 2012年、クローデット） - 3シリーズ
- 戦場のヴァルキュリア（エレノア・バーロット）
- 蒼天航路（卞玲瓏）
- 川の光（ブルー）
- うみねこのなく頃に（右代宮霧江、須磨寺霞）
- プリンセスラバー!（ジョセフィン＝ジョースター）
- NARUTO -ナルト- 疾風伝（2009年 - 2016年、小南）
- にゃんこい!（ニャムサス）
- とある科学の超電磁砲（2009年 - 2010年、木山春生）
- 青い文学シリーズ「人間失格」（マダム）

2010年
- テガミバチ（ボニー）
- 一騎当千 XTREME XECUTOR（孟獲）
- 神のみぞ知るセカイ（2010年 - 2013年、二階堂先生） - 3シリーズ
- スーパーロボット大戦OG -ジ・インスペクター-（ヴィレッタ・バディム）
- ポケットモンスター ベストウイッシュ（2010年 - 2012年、アロエ） - 2シリーズ

2011年
- ブレイド（タラ）
- 銀魂'（フミ子）
- 47都道府犬（群馬犬）

2012年
- 松本零士「オズマ」（バイナス）
- LUPIN the Third -峰不二子という女-（チッチョリーナ）
- 戦国コレクション（松永久秀、群霊松夫）
- TARI TARI（教頭 / 高倉直子）
- カンピオーネ! 〜まつろわぬ神々と神殺しの魔王〜（ルクレチア・ゾラ）
- ココロコネクト（永瀬玲佳〈伊織の母〉）
- 武装神姫（ナレーション）
- まじっく快斗（ルビィ・ジョーンズ）
- NARUTO -ナルト- SD ロック・リーの青春フルパワー忍伝（小南）

2013年
- ジョジョの奇妙な冒険（リサリサ〈エリザベス・ジョースター〉）
- ドキドキ!プリキュア（2013年 - 2014年、マーモ）
- リトルバスターズ!（アナウンサー）
- Fate/kaleid liner プリズマ☆イリヤ（キャスター）
- ステラ女学院高等科C3部（先生）
- ぎんぎつね（豊倉江津子）

2014年
- 魔法戦争（ヴァイオレット・ノース、占い魔女っ子）
- そにアニ -SUPER SONICO THE ANIMATION-（上場寺株子）
- シドニアの騎士（2014年 - 2015年、サマリ・イッタン） - 2シリーズ
- グラスリップ（沖倉美和子）
- ガンダム Gのレコンギスタ（2014年 - 2015年、ウィルミット・ゼナム）
- 寄生獣 セイの格率（2014年 - 2015年、田宮良子）
- ガールフレンド（仮）（藤堂静子）
- 四月は君の嘘（2014年 - 2015年、落合由里子）
- Fate/stay night [Unlimited Blade Works]（2014年 - 2015年、キャスター） - 2シリーズ

2015年
- クレヨンしんちゃん（犬髪キリ子）
- ローリング☆ガールズ（藤原春）
- アルスラーン戦記（2015年 - 2016年、タハミーネ） - 2シリーズ
- ゴッドイーター（2015年 - 2016年、雨宮ツバキ）
- アイドルマスター シンデレラガールズ（美城常務）
- ルパン三世 PART IV（エレナ・ゴッティ）
- うたわれるもの 偽りの仮面（2015年 - 2016年、カルラ）
- 機動戦士ガンダム 鉄血のオルフェンズ（2015年 - 2017年、アミダ・アルカ） - 2シリーズ

2016年
- 紅殻のパンドラ（ウザル・デリラ）
- SUPER LOVERS（2016年 - 2017年、春子・D・ディークマン） - 2シリーズ
- 3ねんDぐみガラスの仮面（月影千草）
- マジきゅんっ!ルネッサンス（瑠衣の母）
- 斉木楠雄のΨ難（セクシー女性）

2017年
- ACCA13区監察課（モーヴ）
- ナイツ&マジック（マルティナ・オルト・クシェペルカ）
- 牙狼〈GARO〉-VANISHING LINE-（シスター）
- アニメガタリズ（メイド世場須）

2018年
- Cutie Honey Universe（シスタージル / ジェネ）
- 鬼灯の冷徹（荼吉尼）

2019年
- ポプテピピック TVスペシャル 白虎ver.（ピピ美〈第13話Aパート〉）
- 世話やきキツネの仙狐さん（大狐）
- ゲゲゲの鬼太郎（第6作）（玉藻前）
- アズールレーン（2019年 - 2020年、フッド）
- PSYCHO-PASS サイコパス 3（裁園寺莢子）

2020年
- LISTENERS リスナーズ（キム）
- 体操ザムライ（荒垣マリ）
- 呪術廻戦（2020年 - 2023年、花御） - 2シリーズ
- 魔法科高校の劣等生 来訪者編（ヴァージニア・バランス）

2021年
- はたらく細胞BLACK（白血球〈好中球〉）
- キングダム（2021年 - 2022年、媧燐） - 2シリーズ
- キミとフィットボクシング（ラウラ）

2022年
- うたわれるもの 二人の白皇（カルラ）
- 惑星のさみだれ（ムー）

2023年
- 吸血鬼すぐ死ぬ2（ミラ）
- ぐんまちゃん（ジェシカ）
- 七つの魔剣が支配する（エスメラルダ）
- 葬送のフリーレン（2023年 - 2024年、フランメ）

2024年
- 治癒魔法の間違った使い方（ローズ）
- 勇気爆発バーンブレイバーン（クーヌス）
- 烏は主を選ばない（大紫の御前）
- 黒執事 -寄宿学校編-（フランシス・ミッドフォード）

2025年
- ＃コンパス2.0 戦闘摂理解析システム（ヴィオレッタ）

### 劇場アニメ
1995年
- GHOST IN THE SHELL / 攻殻機動隊（草薙素子）
- マクロス7 銀河がオレを呼んでいる!（マルガリータ）

1997年
- ヘルメス－愛は風の如く（人魚デルモーネ）

1999年
- 金田一少年の事件簿2 殺戮のディープブルー（藍沢由理恵）

2002年
- WXIII 機動警察パトレイバー（岬冴子）
- 猫の恩返し

2004年
- イノセンス（草薙素子）

2006年
- ブレイブ・ストーリー（陽光の神将）

2007年
- ピアノの森（雨宮奈美恵）

2008年
- GHOST IN THE SHELL / 攻殻機動隊2.0（草薙素子）

2009年
- 宇宙戦艦ヤマト 復活篇（イリヤ女王）

2010年
- 劇場版 Fate/stay night UNLIMITED BLADE WORKS（キャスター）

2011年
- 鉄拳 BLOOD VENGEANCE（ニーナ・ウィリアムズ）
- 鋼の錬金術師 嘆きの丘の聖なる星（クライトン母）

2012年
- 映画ドラえもん のび太と奇跡の島 〜アニマル アドベンチャー〜（ケリー博士）

2013年
- BAYONETTA BLOODYFATE（ベヨネッタ）

2016年
- ちえりとチェリー（レディ・エメラルド）
- ねむれ思い子　空のしとねに（蒼嶋ユリ）

2017年
- 劇場版 黒執事 Book of the Atlantic（フランシス・ミッドフォード）
- 劇場版 Fate/stay night [Heaven's Feel] I.presage flower（キャスター）

2018年
- ニンジャバットマン（ポイズン・アイビー）
- 君の膵臓をたべたい（「僕」の母）
- 薄墨桜 -GARO-（明羅）

2019年
- Gのレコンギスタ I - III（2019年 - 2021年、ウィルミット・ゼナム） - 3作品

2021年
- 名探偵コナン 緋色の弾丸（メアリー）
- シドニアの騎士 あいつむぐほし（サマリ・イッタン）

### OVA
1995年
- プリンセス・ミネルバ（チロリア・ユリシス）
- 女神天国（ママメガ）

1996年
- ブラック・ジャック（虻丸）
- 僕のセクシャルハラスメント（宮川裕美）
- 魔法使いTai!（沢野口早紀）

1997年
- AIKa（ネーナ・ハーゲン）
- ヴァリアブル・ジオ（ミランダ謝華）
- サイコダイバー 魔性菩薩（ソフィ）

1998年
- MASTERキートン（木田香代子）

2002年
- 戦闘妖精雪風（マーニィ）

2004年
- 炎の蜃気楼〜みなぎわの反逆者〜（だし）

2005年
- スーパーロボット大戦ORIGINAL GENERATION THE ANIMATION（ヴィレッタ・バディム）
- Prayers プレイヤーズ（レイカ）

2009年
- OVA うたわれるもの（カルラ）

2011年
- カーニバル・ファンタズム（キャスター、ネコアルク・ディスティニー）
- マジンカイザーSKL（アイラ） - 2010年劇場先行公開

2014年
- 史上最強の弟子ケンイチ（フレイヤ）※単行本第55巻OVA付き特装版

2018年
- クイーンズブレイド アンリミテッド（クローデット）

2020年 
- ACCA13区監察課 Regards（モーヴ）

2021年
- Fate/Grand Carnival（カーミラ、謎のネコY）

2023年
- OVA アズールレーン Queen's Orders（フッド）

### Webアニメ
2010年代
- ニンジャスレイヤー フロムアニメイシヨン（2015年、シ・ニンジャ）
- マウスどうぶつえん（2017年 - 、ベンガルネコのあつこ）
- DEVILMAN crybaby（2018年、シレーヌ）
- A.I.C.O. Incarnation（2018年、南原顕子）
- 衛宮さんちの今日のごはん（2018年、キャスター）

2020年代
- 攻殻機動隊 SAC_2045（2020年 - 2022年、草薙素子） - 2シリーズ
- マウスどうぶつえん名作劇場（2020年、ベンガルネコのあつこ）
- 極主夫道（2021年 - 2023年、酉井雲雀） - 2シリーズ
- MAKE MY DAY（2023年、キャシー）
- Fate/Grand Order 藤丸立香はわからない（2023年、メディア）

### ゲーム
1994年
- アンジェリーク（第255代女王補佐官ディア）

1995年
- 制服伝説 プリティ・ファイターX（紫崎空美）
- ソリッドフォース（サラ・メディシナ）
- フィロソマ（ミショウ）

1996年
- フィスト（刻風）

1997年
- EVE burst error（アクア・ロイド）※セガサターン、WINDOWS95版
- 全国制服美少女グランプリ Find Love
- DESIRE（クリスティ・シェパード）※セガサターン版
- 同級生2（鳴沢美佐子）※セガサターン、PlayStation版
- リフレインラブ（高宮祥子）

1998年
- エフィカス この想いを君に…（倉田まりあ）
- 白き魔女 -もうひとつの英雄伝説-（ゲルド）
- 快速天使（若草葉華鈴）
- トゥームレイダー2（ララ・クロフト）
- 猫なカ・ン・ケ・イ（小泉美奈子）

1999年
- 火魅子伝〜恋解〜（藤那）
- アイドル雀士を作っちゃおう♥（早乙女ななみ）
- いつか、重なりあう未来へ（ルージュ・ヴァンスタージュ）
- 真・魔装機神 PANZER WARFARE（アルマ＝グラム＝カーリナ）
- スーパーヒーロー作戦（ヴィレッタ・プリスケン）
- ストリートファイターIII 3rd STRIKE -Fight for the Future-（春麗、ポイズン）
- トゥームレイダー3（ララ・クロフト）
- マリア2 受胎告知の謎（緑川冴子）
- 立体忍者活劇 天誅 忍凱旋（明智田鶴）
- 新世紀GPXサイバーフォーミュラ（AKF-0/1B ネメシス） - 『新世紀GPXサイバーフォーミュラ 新たなる挑戦者』以降のRoad To The INFINITYシリーズも含む

2000年
- 高機動幻想ガンパレード・マーチ（本田節子）
- スーパーロボット大戦α（ヴィレッタ・バディム、ユカ・マイラス）
- デビルマン PS版（シレーヌ）
- トゥームレイダー4：ラストレベレーション（ララ・クロフト）
- ブリガンダイン グランドエディション（ハレー、リカーラ）
- ぼくのなつやすみ（沙織）
- 立体忍者活劇 天誅 弐（香我美）

2001年
- エヴァーグレイス2（カーチミル）
- 蚊（ナレーション）
- サクラ大戦3 〜巴里は燃えているか〜（ピトン）
- スーパーロボット大戦α for Dreamcast（ヴィレッタ・バディム、ユカ・マイラス）
- スーパーロボット大戦α外伝（ヴィレッタ・バディム）
- トゥームレイダー5：クロニクル（ララ・クロフト）

2002年
- 鬼武者2（高女）
- スター・ウォーズ ローグ スコードロン II（レイア・オーガナ）
- 探偵 神宮寺三郎 Innocent Black（氷室透子）
- ぼくのなつやすみ2 海の冒険篇（芳花）
- ラチェット&クランク（ヘルプデスク、エドウィーナ）

2003年
- イースI・IIエターナルストーリー（サラ）
- Kunoichi -忍-（緋花）
- SOCOM: U.S. NAVY SEALs（HQ）
- スター・ウォーズ ローグ スコードロン III（レイア・オーガナ）
- 第2次スーパーロボット大戦α（ヴィレッタ・バディム、シラー・グラス）
- トゥームレイダー 美しき逃亡者（ララ・クロフト）

2004年
- アーマード・コア フォーミュラフロント（マニュアル）
- 犬夜叉〜呪詛の仮面〜（ウツギ〈女〉）
- CAPCOM FIGHTING Jam（春麗）
- 攻殻機動隊 STAND ALONE COMPLEX（草薙素子）
- シャドウハーツII（犬神咲）
- ブラッディロア4（マーベル）
- ベルセルク 千年帝国の鷹篇 聖魔戦記の章（スラン）
- ラチェット&クランク3 突撃!ガラクチック★レンジャーズ（ヘルプデスク）

2005年
- OZ -オズ-（アルミラ）
- 攻殻機動隊 STAND ALONE COMPLEX -狩人の領域-（草薙素子）
- コード・エイジ コマンダーズ（フィオナ）
- 式神の城 七夜月幻想曲（ふみこ・オゼット・ヴァンシュタイン）
- スプリンターセル カオスセオリー（アンナ・グリムスドッティア）
- 第3次スーパーロボット大戦α 終焉の銀河へ（ヴィレッタ・バディム）
- Twelve〜戦国封神伝〜（帝、ナカエ、セリーナ）
- NAMCO x CAPCOM（春麗、レジーナ）
- 鋼の錬金術師3 神を継ぐ少女（ヴィーナス・ローズマリア）
- 義経紀（源義経）
- ラチェット&クランク4th ギリギリ銀河のギガバトル（ヘルプデスク）

2006年
- うたわれるもの 散りゆく者への子守唄（カルラ）
- グラナド・エスパダ（アデリーナ・エスペランサ / 海賊アデリーナ）
- 式神の城III（ふみこ・オゼット・ヴァンシュタイン）
- ダージュ オブ ケルベロス ファイナルファンタジーVII（ロッソ）
- ダージュ オブ ケルベロス ロスト エピソード ファイナルファンタジーVII（ロッソ）
- 天下人（吉岡林）
- ヴァルキリープロファイル2 シルメリア（レオーネ / アーリィ・ヴァルキュリア）
- ファンタシースターユニバース（ミカリス・ゲイド）
- PROJECT SYLPHEED（ドリス・イーガン）
- レッスルエンジェルス サバイバー（中森あずみ、霧島レイラ）
- R.O.H.A.N（ダン女性、デカン女性）

2007年
- 忌火起草（岡島悦子）
- SDガンダム GGENERATION（2007年 - 2025年、ユカ・マイラス、アミダ・アルカ、エルフリーデ・シュルツ〈SPIRITS - 〉） - 8作品
- ジェットインパルス（ナオミ・モリファー中尉）
- 少年陰陽師 翼よいま、天へ還れ（高龗神＝高淤の神）
- スーパーロボット大戦OG ORIGINAL GENERATIONS（ヴィレッタ・バディム）
- スーパーロボット大戦OG外伝（ヴィレッタ・バディム）
- テイルズ オブ イノセンス（マティウス、イナンナ）
- デストロイ オール ヒューマンズ!（少佐）
- Fate/stay night ［Réalta Nua］（キャスター）
- とびだせ!トラぶる花札道中記（キャスター）
- フェイト/タイガーころしあむ（キャスター）
- みんなのGOLF 5（サファイア）
- ラチェット&クランク5 激突!ドデカ銀河のミリミリ軍団（ヘルプデスク）
- レイトン教授と不思議な町（サロメ）

2008年
- アーマード・コア フォーアンサー（ウィン・D・ファンション / プロモーションムービーストーリーテラー）
- Alliance of Valiant Arms（エヴァ・マリア・ヴォレル中尉）
- アローン・イン・ザ・ダーク（サラ・フローレス）
- 忌火起草 解明編（岡島悦子）
- コズミックブレイク（ラジオメッセージ：冷徹ヒロイン、一部ジアス系ロボ）
- スターオーシャン2 Second Evolution（オペラ・ベクトラ）
- 戦場のヴァルキュリア（エレノア・バーロット）
- ディシディア ファイナルファンタジー（アルティミシア）
- トゥー・ヒューマン（スクルド）
- ヴァルキリープロファイル 咎を背負う者（ナタリア、アーリィ・ヴァルキュリア）
- Fate/unlimited codes（キャスター）
- フェイト/タイガーころしあむ アッパー（キャスター）
- ラスト レムナント（エマ・ハニウェル）
- レッスルエンジェルス サバイバー2（中森あずみ、六角葉月）

2009年
- Ace Online（ジーナ）
- クイーンズブレイド スパイラルカオス（クローデット）
- ディシディア ファイナルファンタジー ユニバーサルチューニング（アルティミシア〈日本語版〉）
- NARUTO -ナルト- 疾風伝 ナルティメットアクセル3（小南）
- ファイナルファンタジー・クリスタルクロニクル クリスタルベアラー（アミダテリオン）
- ファンタシースターポータブル2（ウルスラ・ローラン）
- ロロナのアトリエ 〜アーランドの錬金術士〜（アストリッド・ゼクセス）
- 龍が如く3（咲の母）

2010年
- うみねこのなく頃に 〜魔女と推理の輪舞曲〜（右代宮霧江）
- ゴッドイーター（雨宮ツバキ）
- スプリンターセル コンヴィクション（アンナ・グリムスドッティア）
- ドラゴンネスト（アルゼンタ）
- NARUTO -ナルト- 疾風伝 ナルティメットストーム2（小南）
- ニーア・レプリカント（カイネ）
- らぶでゅえ!（橘アケミ）
- コール オブ デューティ ブラックオプス（サラ・ミシェル・ゲラー）

2011年
- AQUAPAZZA AQUAPLUS DREAM MATCH（カルラ）
- アサシン クリード リベレーション（ソフィア・サルトル）
- うみねこのなく頃に散 〜真実と幻想の夜想曲〜（右代宮霧江）
- エルシャダイ（ガブリエル）
- 学園特救ホトケンサー（カイテンモクバーン）
- 機動戦士ガンダム オンライン（女性パイロット1）
- クイーンズゲイト スパイラルカオス（クローデット）
- 侍道4（メリンダ・デカメロン）
- ディシディア デュオデシム ファイナルファンタジー（アルティミシア）
- トレジャーリポート 機械じかけの遺産（謎の女性）
- NARUTO -ナルト- 疾風伝 ナルティメットインパクト（小南）
- ファイナルファンタジー零式（アレシア・アルラシア）
- ファンタシースターポータブル2 インフィニティ（ウルスラ・ローラン）
- MARVEL VS. CAPCOM 3 Fate of Two Worlds（トリッシュ）
- メルルのアトリエ 〜アーランドの錬金術士3〜（アストリッド・ゼクセス）
- ラストストーリー（いにしえの魔女）

2012年
- 極限脱出ADV 善人シボウデス（アリス）
- 白華の檻 〜緋色の欠片4〜（神産巣日神）
- ストリートファイター X 鉄拳（ポイズン）
- 第2次スーパーロボット大戦OG（ヴィレッタ・バディム）
- テイルズ オブ イノセンス R（マティウス、イナンナ）
- DEMONS' SCORE（アスタロト）
- ドラえもん のび太と奇跡の島 〜アニマル アドベンチャー〜3DS（ケリー博士）
- Dragon Age II（探究騎士カサンドラ）
- NARUTO -ナルト- 疾風伝 ナルティメットストームジェネレーション（小南）
- ファイアーエムブレム 覚醒（フラヴィア）

2013年
- カオス ヒーローズ オンライン（アカシャ）
- 月英学園 -kou-
- ジョジョの奇妙な冒険 オールスターバトル（リサリサ）
- 白華の檻 〜緋色の欠片4〜 四季の詩（神産巣日神）
- 真・女神転生IV（黒きサムライ / ユリコ、ギャビー）
- 新・ロロナのアトリエ はじまりの物語〜アーランドの錬金術士〜（アストリッド・ゼクセス）
- スーパーロボット大戦OG INFINITE BATTLE（ヴィレッタ・バディム）
- スプリンターセル ブラックリスト（グリム / アンナ・グリムスドッティア）
- セブンスドラゴン2020-II
- デモンゲイズ（ランスローナ・ベオウルフ）
- ドラゴンズクラウン（アマゾン）
- NARUTO -ナルト- 疾風伝 ナルティメットストーム3（小南）
- ファイナルファンタジーXIV: 新生エオルゼア（メルウィブ・ブルーフィスウィン）
- メトロ ラストライト（アンナ）
- ラストオブアス（テス）

2014年
- ウルトラストリートファイターIV（ポイズン）
- 神撃のバハムート（グリシア、ジルニトラ）
- 神話帝国ソウルサークル
- 零 濡鴉ノ巫女（黒澤密花）
- KNACK（シャルロット）
- NARUTO -ナルト- 疾風伝 ナルティメットストームレボリューション（小南）
- Fate/hollow ataraxia（キャスター）
- Destiny（マラ・ソヴ）
- ベヨネッタ（ベヨネッタ）※Wii U版、Windows版
- ベヨネッタ2（ベヨネッタ、ローサ）

2015年
- ウィッチャー3 ワイルドハント（イェネファー）
- うたわれるもの 偽りの仮面（カルラ）
- ジョジョの奇妙な冒険 アイズオブヘブン（リサリサ）
- ゼノブレイドクロス（アバターボイス〈軍人〉）
- デビル メイ クライ 4 スペシャルエディション（トリッシュ、グロリア）
- Fate/Grand Order（2015年 - 2019年、メディア、荊軻、カーミラ 他） - 2作品
- PROJECT X ZONE 2:BRAVE NEW WORLD（緋花）
- Hearthstone: ハースストーン（ジェイナ・プラウドムーア）

2016年
- アイドルマスター シンデレラガールズ スターライトステージ（美城専務）
- ヴァルキリーアナトミア -ジ・オリジン-（2016年 - 2020年、漆黒の戦乙女アーリィ、レオーネ、ベヨネッタ）
- ガールフレンド（仮）（2016年 - 2024年、藤堂静子）
- 金色のコルダ4（ディア）
- クロバラノワルキューレ Black Rose Valkyrie（小長谷ミヤコ）
- 真・女神転生IV FINAL（ギャビー）
- スーパーロボット大戦OG ムーン・デュエラーズ（ヴィレッタ・バディム）
- 世界樹の迷宮V 長き神話の果て
- 大乱闘スマッシュブラザーズ for Nintendo 3DS / Wii U（ベヨネッタ） - DLC追加キャラクター
- NARUTO -ナルト- 疾風伝 ナルティメットストーム4（小南）
- Mighty No. 9（レイ）
- ミラーズエッジ カタリスト（アリーン・ミーラ）
- 名探偵ピカチュウ 〜新コンビ誕生〜（ドロシー・フィッシャー）
- 龍が如く 極（麗奈）
- リング☆ドリーム 女子プロレス大戦（京須心美、スカーフェイス・蘭子・オルフェ）

2017年
- ブラックローズサスペクツ（ノーマ・マーテル）
- ルナプリ from 天使帝國（ライラ）
- ＃コンパス 戦闘摂理解析システム（ヴィオレッタ ノワール）
- 御城プロジェクト:RE（ウィンザー城）
- アズールレーン（2017年 - 2023年、フッド、ティルピッツ） - 2作品
- 仁王（淀君）
- アサシン クリード オリジンズ（レイラ・ハサン）

2018年
- スターオーシャン:アナムネシス（アーリィ、オペラ・ベクトラ）
- ディシディア ファイナルファンタジー NT（アルティミシア）
- デトロイト ビカム ヒューマン（ウォーレン大統領）
- ドラゴンズクラウン・プロ（アマゾン）
- 名探偵ピカチュウ（ドロシー・フィッシャー）
- サガ スカーレット グレイス 緋色の野望（タリア）
- アサシン クリード オデッセイ（レイラ・ハサン）
- Destiny 2（マラ・ソヴ）
- 大乱闘スマッシュブラザーズ SPECIAL（ベヨネッタ、幽霊）
- Fit Boxing（2018年 - 2020年、ラウラ） - 2作品

2019年
- EVE rebirth terror（海原鉄子）
- D×2 真・女神転生 リベレーション（ベヨネッタ、草薙素子）
- JUMP FORCE（アンジェラ / ガレナ）
- デビル メイ クライ 5（トリッシュ）
- クイーンズブレイド WHITE TRIANGLE（クローデット）
- 鬼ノ哭ク邦（ロベリア）
- DAEMON X MACHINA（ルージュ・シンデレラ）
- ドラゴンクエストXI 過ぎ去りし時を求めて S（セレン、ぱふぱふ娘〈エドゥリス〉）
- ストリートファイターV（ポイズン）
- ドラゴンクエストライバルズ（セレン）
- WAR OF THE VISIONS ファイナルファンタジー ブレイブエクスヴィアス 幻影戦争（ヘレナ・リオニス）
- うたわれるもの ロストフラグ（2019年 - 2024年、カルラ）
- メトロエクソダス（アンナ）

2020年
- World of Warships:Legends（フッド）
- スーパーロボット大戦X-Ω（ヴィレッタ・バディム）
- ジョジョのピタパタポップ（リサリサ）
- 妖怪ウォッチ ぷにぷに（メアリー）
- インディヴィジブル 闇を祓う魂たち（ソラニ）
- OCTOPATH TRAVELER 大陸の覇者（ヘルミニア）
- アサシン クリード ヴァルハラ（レイラ）
- RANBU 三国志乱舞（董卓）

2021年
- うみねこのなく頃に咲 〜猫箱と夢想の交響曲〜（右代宮霧江）
- バディミッション BOND（ナデシコ）
- モンスターストライク（2021年 - 2024年、花御、ヴァニタス、木山春生）
- ファミコン探偵倶楽部 消えた後継者（春日あずさ）
- ファイアーエムブレムヒーローズ（2021年 - 2024年、ユーノ、フラヴィア）
- うたわれるもの斬2（カルラ）
- シドニアの騎士 掌位ノ絆（サマリ・イッタン）
- 八月のシンデレラナイン（相良吉乃）
- テイルズ オブ アライズ（アウメドラ・カイネリス）
- スーパーロボット大戦30（ユカ・マイラス）
- ニーア・レプリカント ver.1.22474487139...（カイネ）
- パニリヤ・ザ・リバイバル（イングリッド）

2022年
- ガーディアンテイルズ（ルー）
- EVE ghost enemies（鉄野海子）
- 共闘ことばRPG コトダマン（花御）
- スーパーロボット大戦DD（2022年 - 2023年、ヴィレッタ・バディム）
- #コンパス ライブアリーナ（2022年 - 2023年、ヴィオレッタ ノワール）
- ジョジョの奇妙な冒険 オールスターバトルR（リサリサ）
- ベヨネッタ3（ベヨネッタ）
- ドラえもん のび太の牧場物語 大自然の王国とみんなの家（女王様）
- 機動戦士ガンダム 鉄血のオルフェンズG（アミダ・アルカ）
- テイルズ オブ ザ レイズ（マティウス）
- 義賊探偵ノスリ（カルラ）
- 勝利の女神:NIKKE（エニック）

2023年
- ラストクラウディア（ベヨネッタ）
- ベヨネッタ オリジンズ: セレッサと迷子の悪魔（ローサ）
- リバース:1999（コンスタンティン〈初代〉）
- STAR OCEAN THE SECOND STORY R（オペラ・ベクトラ）
- ペルソナ5 タクティカ（ジェリー）
- マブラヴ：ディメンションズ（草薙素子）
- 呪術廻戦 ファントムパレード（花御）
- 原神（レインドット）

2024年
- アナザーコード リコレクション：2つの記憶 / 記憶の扉（ソフィア・キャラハン）
- 呪術廻戦 戦華双乱（花御）
- SAND LAND（ロゼッタ）
- 真・女神転生V Vengeance（リリス）

2025年
- ペルソナ5: The Phantom X（富山佳代）

### ドラマCD
1992年
- アルスラーン戦記【第2部】2 旌旗流転（バリザード）

1996年
- CDシアター ドラゴンクエストVI（シェーラ）
- 創竜伝（鳥羽冴子）

1997年
- 超者ライディーン シリーズ（天賀井玲子）
  - オリジナルドラマ & キャラクターソングス vol.1 Journey
  - オリジナルドラマ & キャラクターソングス vol.2 Believe
  - オリジナルドラマ & キャラクターソングス vol.3 THE WONDER

1998年
- CDドラマ EVE burst error エルディア秘録編（アクア）
- 猫なカ・ン・ケ・イ ラジオドラマ vol.2（小泉美奈子）

1999年
- コンプレックスハート

2000年
- 翼を持つ者（抄華）

2003年
- KIRAI（白井優香）

2004年
- 鋼の錬金術師 偽りの光 真実の影（ルノア・ウィンスレット）
- WILD ADAPTER03（三ツ橋佳代）

2005年
- アカイイト ドラマCD「京洛降魔」（鈴鹿）
- 大奥 極上音絵巻（徳川吉宗）
- そんなんじゃねえよ（真宮涼子）

2006年
- うたわれるもの シリーズ（カルラ）
  - トゥスクルの皇后
  - トゥスクルの内乱
  - トゥスクルの財宝

- 少年陰陽師 天狐編（タカオカミノカミ）

2007年
- クイーンズブレイド 美闘士列伝シリーズ（クローデット）
- ドラマCD デビルメイクライ Vol.1（トリッシュ）

2008年
- 歌姫 ドラマCD（マリア&カインの母）
- ドラマCD「テイルズ オブ イノセンス」vol.1・2（イナンナ）
- ドラマCD デビルメイクライ Vol.2（トリッシュ）
- メタルスレイダーグローリー ドラマCD（シルキーヌ・マルソー）

2009年
- 幻想水滸伝II（アナベル）
- 腰痛ガイドブック 根拠に基づく治療戦略（CDナレーション）

2011年
- 停電少女と羽蟲のオーケストラ（世界樹）

2012年
- 蜜談（里佳子）

2013年
- ニンジャスレイヤー ザイバツ強襲!（シ・ニンジャ）

2014年
- Fate/hollow ataraxia ドラマCD あるいは怪物という名の食卓（キャスター）※『コンプティーク』2014年8月号付録

2015年
- デジモンアドベンチャー デジモンミステリーファイル・千年の封印を解け！（へそ石）
- Fateクロスオーバー アンソロジードラマCD バタフライ エフェクト（キャスター）※『TYPE-MOONエース』VOL.10付録

2017年
- 「機動戦士ガンダム 鉄血のオルフェンズ」EPISODE DRAMA 弐（アミダ・アルカ）

時期不明
- SUPER LOVERS（春子）
- Vassalord.（レイフェル・フォード）

### ラジオドラマ
- 青春アドベンチャー「スタープレイヤー」（2015年）

### 吹き替え

#### 担当女優
カーラ・グギノ
- ザ・ワン（T.K・ロウ / マシー・ウォルシュ）※ソフト版
- シン・シティ（ルシール）
- ファースター 怒りの銃弾（シセロ）
- ボーダー（カレン・コレッリ）

カリ・ウーラー
- アナコンダ（デニス・カルバーグ）※テレビ朝日版
- クラッシャー2029（サーシャ）
- サイバーテックP.D.（パメラ・トラヴィス）
- ザ・ヴァイキング 魔王復活（アーニャ）

グウィネス・パルトロー
- アイアンマン（ペッパー・ポッツ）※テレビ朝日版
- アイアンマン2（ペッパー・ポッツ）※テレビ朝日版
- ザ・シェフ・ショー 〜だから料理は楽しい!〜（本人）
- セブン（トレイシー・ミルズ）※テレビ東京版
- ダイヤルM（エミリー・ブラッドフォード・テイラー）※ソフト版
- 沈黙のジェラシー（ヘレン）
- フレッシュ・アンド・ボーン 〜渇いた愛のゆくえ〜（ジニー）
- 抱擁（モード・ベイリー）

ケイト・ブランシェット
- ギフト（アニー・ウィルソン）
- バンディッツ（ケイト・ウィーラー）※日本テレビ版
- ミセス・アメリカ 〜時代に挑んだ女たち〜（フィリス・シュラフリー）
- ライフ・アクアティック（ジェーン・ウィンスレット＝リチャードソン）

ケイト・ベッキンセール
- アンダーワールドシリーズ（セリーン）
  - アンダーワールド
  - アンダーワールド: エボリューション
  - アンダーワールド ビギンズ
  - アンダーワールド 覚醒
  - アンダーワールド ブラッド・ウォーズ

- ヴァン・ヘルシング（アナ・ヴァレリアス王女）※テレビ朝日版
- JOLT/ジョルト（リンディ）
- パール・ハーバー（イヴリン・ジョンソン）※ソフト版
- フォービドゥン/呪縛館（デイナ・バロウ）
- ブレイキング・ポイント（カーラ・ダヴェンポート）
- ミラクル・ニール!（キャサリン）
- モーテル（エイミー・フォックス）
- リーガル・マインド 〜裏切りの法廷〜（ケイト・マッコール）

ケリー・プレストン
- 噛む女/ブロンドの誘惑に秘められた罠（ヴェラ）
- 恋におぼれて（リンダ）
- ザ・エージェント（エイヴリー・ビショップ）※ソフト版
- ラスト・ソング（キム）

サンドラ・ブロック
- あなたは私の婿になる（マーガレット・テイト）
- 恋は嵐のように（サラ）
- サンドラ・ブロックの恋する泥棒（ロズ）
- スピード2（アニー）※機内上映版
- ラブ・アンド・ウォー（アグネス・フォン・クロウスキー）

ジェニファー・ロペス
- アンフィニッシュ・ライフ（ジーン・ギルキソン）
- エル・カンタンテ（プチ）
- ジーリ（リッキー）
- Shall We Dance?（ポリーナ）※ソフト版
- ボーダータウン 報道されない殺人者（ローレン・エイドリアン）
- メイド・イン・マンハッタン（マリサ・ヴェンチュラ）※ソフト版

シャーリーズ・セロン
- KUBO/クボ 二本の弦の秘密（サル）
- スノーホワイト/氷の王国（ラヴェンナ）
- ワイルド・スピードシリーズ（サイファー）
  - ワイルド・スピード ICE BREAK
  - ワイルド・スピード/ジェットブレイク
  - ワイルド・スピード/ファイヤーブースト

シャルロット・ゲンズブール
- アンチクライスト（妻）
- 嘘はフィクサーのはじまり（アレックス・グリーン）
- メランコリア（クレア）

ジュリア・ロバーツ
- アメリカン・スウィートハート（キキ）
- 陰謀のセオリー（アリス・サットン）※テレビ朝日版
- 終わらない週末（アマンダ）
- ザ・メキシカン（サマンサ・バーゼル）※テレビ朝日版
- バレンタインデー（ケイト・ヘイゼルタイン）
- ペリカン文書（ダービー・ショウ）※テレビ朝日版

ジュリアン・ムーア
- イーグル・アイ（アリア）
- キングスマン:ゴールデン・サークル（ポピー）
- めぐりあう時間たち（ローラ・ブラウン）

ダイアン・レイン
- インサイド・ヘッド（ママ）
  - インサイド・ヘッド2

- オーバー・ザ・ムーン（パール）
- ジャンパー（メアリー・ライス）※テレビ朝日版
- デッド・ロイヤル（メリッサ）

トニ・コレット
- ナイブズ・アウト/名探偵と刃の館の秘密（ジョニ・スロンビー）
- フライトナイト/恐怖の夜（ジェーン・ブリュースター）
- リトル・ミス・サンシャイン（シェリル・フーヴァー）

ナスターシャ・キンスキー
- ターミナル・ベロシティ（クリス・モロー）※テレビ朝日版
- ハードジャッカー/標高10,000フィートの死闘!（K.C）※テレビ朝日版
- バイオ・クライシス（ゲレン・ブロンティ）
- ワン・ナイト・スタンド（カレン）

ニコール・キッドマン
- ある貴婦人の肖像（イザベル・アーチャー）
- ある少年の告白（ナンシー・イーモンズ）
- イノセント・ガーデン（エヴィ）
- ガーディアン・ブラザーズ -小門神-（ルリ）
- グレース・オブ・モナコ 公妃の切り札（グレース・ケリー）
- 毛皮のエロス/ダイアン・アーバス 幻想のポートレイト（ダイアン・アーバス）
- THE UPSIDE 最強のふたり（イヴォンヌ・ペンドルトン）
- ザ・ゴールドフィンチ（バーバー夫人）
- ザ・プロム（アンジー・ディッキンソン）
- シークレット・アイズ（クレア・スローン）
- 白いカラス（フォーニア・ファーリー）
- スキャンダル（グレッチェン・カールソン）
- 聖なる鹿殺し キリング・オブ・ア・セイクリッド・ディア（アナ・マーフィ）
- 妻の恋人、夫の愛人（アカデミー賞のプレゼンター）
- 冷たい月を抱く女（トレイシー・ケンシンガー）※VHS・LD版、テレビ東京版
- 特殊作戦部隊:ライオネス（ケイトリン）
- ノースマン 導かれし復讐者（グールトン王妃）
- バットマン フォーエヴァー（チェイス・メリディアン博士）※ソフト版
- ピースメーカー（ジュリア・ケリー博士）※TBS版
- The Beguiled/ビガイルド 欲望のめざめ（マーサ・ファーンズワース）
- ビッグ・リトル・ライズ 〜セレブママたちの憂うつ〜（セレステ・ライト）
- ブレイクアウト（サラ・ミラー）
- フレイザー家の秘密（グレイス・フレイザー）
- ペーパーボーイ 真夏の引力（シャーロット・ブレス）
- マーゴット・ウェディング（マーゴット）※Netflix版
- LION/ライオン 〜25年目のただいま〜（スー・ブライアリー）
- ライラの冒険 黄金の羅針盤（コールター夫人）※テレビ朝日版
- ラビット・ホール（ベッカ・コーベット）
- リピーテッド（クリスティーン）

ミラ・ソルヴィノ
- エクスポーズ 暗闇の迷宮（ジャニン・カレン）
- クイズ・ショウ（サンドラ・グッドウィン）
- ニューヨーク、愛を探して（ジョージナ）
- ヒューマン・トラフィック（ケイト・モロゾフ）

モニカ・ベルッチ
- アレックス（アレックス）
- アンダー・サスピション（シャンタル・ハースト）※ソフト版
- ストーン・カウンシル（ローラ・シプリアン）
- ダニエラという女
- モニカ・ベルッチ/ジュリア
- モニカ・ベルッチの情事
- リメンバー・ミー（アレッシア）

ユマ・サーマン
- ガタカ（アイリーン・カシーニ）
- バットマン & ロビン Mr.フリーズの逆襲（パメラ・アイズリー / ポイズン・アイビー）※テレビ朝日版
- ハリウッド・スターガール（ロクサーヌ・マーテル）

リサ・クドロー
- あなたにムチュー（アースラ・パメラ・ブッフェ）
- アナライズ・ミー（ローラ・マクナマラ）※ソフト版
- ガール・オン・ザ・トレイン（マーサ）
- ドクター・ドリトル2（クマのエヴァ）※テレビ東京版
- P.S. アイラヴユー（デニース・ヘネシー）
- フレンズ（フィービー・ブッフェおよびアースラ・ブッフェ）
- ホテル・バディーズ ワンちゃん救出作戦（ロイス・スカダー）

レイチェル・ワイズ
- アレクサンドリア（ヒュパティア）
- スターリングラード（ターニャ・チェルノワ）※ソフト版
- 太陽の雫（グレタ）
- ニューオーリンズ・トライアル（マーリー）
- ハムナプトラ/失われた砂漠の都（エヴリン・カナハン）※日本テレビ版
- 否定と肯定（デボラ・E・リップシュタット）
- ブラック・ウィドウ（メリーナ・ヴォストコフ）

レネ・ルッソ
- ティン・カップ（モリー）※フジテレビ版
- 身代金（ケイト・ミュレン）※テレビ朝日版
- リーサル・ウェポン4（ローナ・コール）※日本テレビ版

ローラ・リニー
- コンゴ（カレン・ロス博士）※ソフト版
- 最終目的地（キャロライン・グント）
- 真実の行方（ジャネット・ヴェナブル）
- パパとマチルダ（ナンシー・ニューランド）
- ミュータント・ニンジャ・タートルズ:影〈シャドウズ〉（ヴィンセント局長）

#### 映画
- 愛が微笑む時（エヴァ・ライリー）
- 愛人/ラマン（少女〈ジェーン・マーチ〉）※日本テレビ版
- アイ・ラブ・トラブル（エヴァンス〈ジェーン・アダムス〉）
- アウトブレイク（リサ・アロンソン）※ソフト版
- アクセル（ララ）※ソフト版
- 悪の法則（マルキナ〈キャメロン・ディアス〉）
- アダプテーション（キャサリン・キーナー）
- あなたが寝てる間に…（アシュレー・ベーコン〈アリー・ウォーカー〉）
- あなたに逢えるその日まで…（フランチェスカ・ランフィールド〈サラ・ジェシカ・パーカー〉）
- あなたに降る夢（ミュリエルの客）
- アメリカン・ウーマン（ケイト・オリアリー〈ニーヴ・キューザック〉）
- ある日どこかで（エリーズ〈ジェーン・シーモア〉）※ソフト版
- アルビノ・アリゲーター（ジェニー・ファーガソン〈メリンダ・マックグロウ〉）
- アルマゲドン（デニース〈ジュディス・ホーグ〉）※フジテレビ版
- アルマゲドン2010（リン〈クーパー・ハリス〉）
- 暗黒ベビィ ビクチム（エランドラ）
- アンダーフィールド（ローシン・マカナリー）
- アンドリューNDR114（アマンダ・マーティン〈エンベス・デイヴィッツ〉）※日本テレビ版
- イースト/ウエスト 遙かなる祖国（マリー・ゴロヴィヌ〈サンドリーヌ・ボネール〉）
- YES/NO イエス・ノー（デイナ〈クレア・ケアリー〉）
- 遺産相続は命がけ!?（ミュリエル）
- 1911（秋瑾）
- 銀杏のベッド（ソニョン）
- イングロリアス・バスターズ（ブリジット・フォン・ハマーシュマルク〈ダイアン・クルーガー〉）
- インパクト・ゼロ（ドナ・サスティン）
- インビジブル（リンダ・マッケイ〈エリザベス・シュー〉）※テレビ朝日版
- インビンシブル（セリーナ・ブルー〈ステイシー・オーヴァーシャー〉）
- ヴァンパイア・バット 死蝙蝠の町（マディー〈ルーシー・ローレス〉）
- エイリアン: コヴェナント（マザー[233]）
- エイリアン・ネイション3（キャシー・フランケル）
- エヴァンジェリスタ（サマンサ・ハワード〈ヘザー・グラハム〉）
- エクスペンダブルズ（レーシー〈カリスマ・カーペンター〉）
- エクスペンダブルズ2（レーシー〈カリスマ・カーペンター〉）
- エンダーのゲーム（テレサ・ウィギン〈アンドレア・パウエル〉）
- エントラップメント（ジン・ベイカー〈キャサリン・ゼタ＝ジョーンズ〉）※テレビ朝日版
- オールウェイズ（ドリンダ・ダーストン〈ホリー・ハンター〉）※BD版
- オールド・ルーキー（ロリー・モリス〈レイチェル・グリフィス〉）
- 王妃マルゴ（王妃マルゴ〈イザベル・アジャーニ〉）
- 踊れトスカーナ!（カテリーナ〈ロレーナ・フォルテーザ〉）
- オペレーション（イザベル・フロー中尉）
- オレの獲物はビンラディン（マーシ・ミッチェル〈ウェンディ・マクレンドン＝コーヴィ〉[234]）
- 壊滅暴風圏/カテゴリー6（ジェーン・ベンソン〈ナンシー・サコヴィッチ〉）※テレビ東京版
- カウチ・イン・ニューヨーク（アン）
- 過失（ジェニファー・カーター〈ナオミ・ワッツ〉）
- 風と共に去りぬ（スエレン・オハラ〈イヴリン・キース〉）※ソフト版
- 彼女の恋からわかること（4人目の女性）
- 硝子の塔（ジュディ・マークス〈コリーン・キャンプ〉）※ソフト版
- 官能の旋律（フランシス〈ルーシー・ジェナー〉）
- キック・オーバー（キッドの母親）
- キューブ2（ケイト・フィルモア〈カリ・マチェット〉）※ソフト版
- キリング・ミー・ソフトリー（デボラ〈ナターシャ・マケルホーン〉）※ソフト版
- キルトに綴る愛（若き日のソフィア〈サマンサ・マシス〉、若き日のグラディ・ジョー〈クレア・デインズ〉）
- 緊急呼出し エマージェンシー・コール（ファラ〈シンシア・ラスター〉）
- キングコング（ドワン〈ジェシカ・ラング〉）※テレビ朝日新録版
- グース（スーザン・バーンズ〈ダナ・デラニー〉）
- 蜘蛛女（シェリー〈ジュリエット・ルイス〉）※テレビ朝日版
- 雲の中で散歩（ヴィクトリア・アラゴン〈アイタナ・サンチェス＝ギヨン〉）
- グラスハウス2（イヴ〈アンジー・ハーモン〉）
- クラッシュ（クリスティン〈タンディ・ニュートン〉）
- クラッシュ・ダイブ（リサ・ストーク少佐〈キャサリン・ベル〉）※ソフト版
- クレイマー、クレイマー（ジョアンナ・クレイマー〈メリル・ストリープ〉）※BD版
- 黒馬物語 ブラックビューティー（ダイナ）
- クン・パオ!燃えよ鉄拳（ワオ）
- GEKICHIN 撃沈（リナ）※ソフト版
- ゲット スマート（エージェント99〈アン・ハサウェイ〉）※テレビ朝日版
- ゴースト・イン・ザ・シェル（ミラ・キリアン少佐〈スカーレット・ヨハンソン〉[235]）
- コールド・クリーク 過去を持つ家（アニー・ファーガソン保安官）
- 幸福の条件（ジャネット・ベナブル〈デミ・ムーア〉）※日本テレビ版
- 子鹿物語（オーリー〈ジェーン・ワイマン〉）※テレビ東京版
- ゴッドファーザー・サガ（コニー・コルレオーネ〈タリア・シャイア〉）
- コンスタンティン（ガブリエル〈ティルダ・スウィントン〉）※ソフト版
- コンフェッション（ジニーン・デヴリー）
- サード・パーソン（アンナ〈オリヴィア・ワイルド〉）
- 再会の街で（ドナ・リマー〈サフロン・バロウズ〉）
- サイドキックス（ノーリーン・チェン先生〈ジュリア・ニクソン＝ソウル〉）
- サイバーネット（マーゴ〈ロレイン・ブラッコ〉）
- サイバー・リベンジャー（ローズ・リーガン〈アンナ・フリエル〉）
- 西遊記 孫悟空vs白骨夫人（白骨夫人〈コン・リー〉）
- サイレントヒル: リベレーション3D（クローディア・ウルフ〈キャリー＝アン・モス〉）
- ザ・インターネット（ルース・マークス）※ソフト版
- ザ・ウォッチャー（ポリー〈マリサ・トメイ〉）※ソフト版
- THE CROW/ザ・クロウ（サラ〈ミア・カーシュナー〉）
- ザ・コンクエスト〜征服大王カルVS魔界女王アキバシャ〜（ザレタ〈カリーナ・ロンバード〉）
- ザ・シークレット・サービス ※ソフト版
- 殺人療法/臓器強奪（キャシー〈アマンダ・タッピング〉）
- ザ・ディレクター ［市民ケーン］の真実（マリオン・デイヴィス〈メラニー・グリフィス〉）
- ザ・ハリケーン〈リサ・ピータース（デボラ・カーラ・アンガー〉）※日本テレビ版
- ザ・フェイス（メアリー）
- ザ・ブリード/NIGHT WORLD（キャット・ホールデン）
- さらば英雄/愛と銃撃の彼方に（マツダ〈青山知可子〉）
- サロゲート（マギー・グリアー〈ロザムンド・パイク〉[236]）
- シー・オブ・ラブ（デニス・グルーバー〈ロレイン・ブラッコ〉）※テレビ東京版
- 幸せの1ページ（アレクサンドラ・ローバー〈ジョディ・フォスター〉）
- シェイド（ティファニー〈タンディ・ニュートン〉）
- ジオストーム（ウーテ・ファスバインダー〈アレクサンドラ・マリア・ララ〉[237]）
- 史上最大の作戦（ジャニーヌ・ボアタール〈イリナ・デミック〉）※テレビ東京版
- 6デイズ/7ナイツ（アンジェリカ）※フジテレビ版
- 死の標的（レスリー〈ジョアンナ・パクラ〉）※テレビ朝日版
- シャーロック・ホームズ（メアリー・モースタン〈ケリー・ライリー〉）※テレビ朝日版
- ジャックと豆の木伝説（レベッカ・テイラー）
- ジャングル・ブック（キティ〈レナ・ヘディ〉）※テレビ朝日版
- シューター/無限射程（エイミー）
- 呪怨 パンデミック（デイル）
- ジュニア（ダイアナ・レディン〈エマ・トンプソン〉）※ソフト版
- ジュラシック・ワールド（カレン・ミッチェル〈ジュディ・グリア〉[238]）※日本テレビ版
- 女医（ペイジ・テイラー〈ゲイル・オグレイディ〉）
- ジョイ・ラック・クラブ（ウェヴァリー〈タムリン・トミタ〉）
- シンドラーのリスト（ミラ・ペファーベルグ）
- 新Mr.ダマー ハリーとロイド、コンビ結成!（ハリーの母〈ミミ・ロジャース〉）
- スウィート17モンスター（モナ〈キーラ・セジウィック〉）
- スキャンダル（リカ・マーティン〈メアリー＝ルイーズ・パーカー〉）
- スコーピオン（シビル・ウィングロー〈コートニー・コックス〉）
- スター・トレック（アイリーア〈パーシス・カンバッタ〉）※ソフト版
- スタートレック ジェネレーションズ（ベトール〈グウィニス・ウォルシュ〉）※VHS版
- スノーホワイト（ジョゼフィーヌ〈ヴェラ・ファーミガ〉）※ソフト版
- SPY/スパイ（ナンシー・B・アーティングストール〈ミランダ・ハート〉）
- スパイキッズ4D:ワールドタイム・ミッション（コンピューター〈ミシェル・ラフ〉）
- スパイ・ハード（ヴェロニク・ユクリンスキー〈ニコレット・シェリダン〉）
- 素晴らしき日（メラニー・パーカー〈ミシェル・ファイファー〉）※テレビ朝日版
- スマート・ハウス（サラ〈ジェシカ・スティーン〉）
- スマイル・ライク・ユアーズ/緊急!子づくり宣言（ジェニファー・ロバートソン〈ローレン・ホリー〉）
- スモーク（フェリシティ〈アシュレイ・ジャッド〉）
- スリーウイメン/この壁が話せたら（オードリー、クリスティーン〈アン・ヘッシュ〉）
- 世界の涯てに（チャイ・ラム〈ケリー・チャン〉）※VHS版
- セッションズ（シェリル・グリーン〈ヘレン・ハント〉）
- 相続人（マロリー・ドス〈エンベス・デイヴィッツ〉）※ソフト版
- それでも恋するバルセロナ（マリア・エレーナ〈ペネロペ・クルス〉）
- ゾンビ・ザ・リターン（トバーズ〈ジェイミー・ドナヒュー〉）
- ゾンビ・ハイスクール（メアリー・ベス〈クレア・ケアリー〉）
- ダーク・ウォーター（ダリア・ウィリアムズ〈ジェニファー・コネリー〉）
- ダークマン3（ブリジット・ソーン〈ダーラン・フリューゲル〉）
- ダイバージェントNEO（ジェニーン・マシューズ〈ケイト・ウィンスレット〉）
- TAXI NY（アナ）※フジテレビ版
- TATARI タタリ（サラ〈アリ・ラーター〉）
- ダニエル・スティール/タイタニック（エドウィナ〈ケリー・ラザフォード〉）※テレビ東京版
- 007/消されたライセンス（パム・ブーヴィエ〈キャリー・ローウェル〉）※テレビ朝日版
- 007 トゥモロー・ネバー・ダイ（パリス〈テリー・ハッチャー〉）※フジテレビ版
- ダブル・ミッション（ジリアン〈アンバー・ヴァレッタ〉）
- 小さな目撃者（キャスリン・リッチモンド〈ジェニファー・ティリー〉）
- チェンバー/凍った絆（アン・ビドーズ〈ジェーン・カツマレク〉）
- 地球が燃えつきる日（クロエ・エドワーズ）
- 超常殺人者2（リリス〈リサ・バービュシア〉）
- 沈黙の陰謀（アン〈ホイットニー・イエロー・ローブ〉）※日本テレビ版
- 沈黙の脱獄（レイチェル刑事〈サラ・バクストン〉）
- ツイン・ドラゴン（ランラン〈ニナ・リー〉）※テレビ朝日版
- D2 マイティ・ダック（マリア）
- ディープ・インパクト（アンドレア・ベイカー〈メアリー・マコーマック〉）
- ディープ・ブルー（スーザン・マカリスター〈サフロン・バロウズ〉）※日本テレビ版
- デイブは宇宙船（ジーナ〈エリザベス・バンクス〉）
- デイライト（サラ・クライトン〈カレン・ヤング〉）※テレビ朝日版
- デッド・カーム/戦慄の航海
- テロリスト・ゲーム2/危険な標的（マイラ・タン〈アイリーン・ウン〉）※ソフト版
- 天国の青い蝶（テレサ・カールトン〈パスカル・ブシェール〉）
- 天使が見た夢（ジェーン・クローニン〈ケリー・ローワン〉）
- 天使のくれた時間（ケイト・レイノルズ〈ティア・レオーニ〉）
- デンジャラス・ラン（キャサリン・リンクレイター〈ヴェラ・ファーミガ〉）※ソフト版
- トータル・フィアーズ（キャシー・マラー〈ブリジット・モイナハン〉）※フジテレビ版
- トール・テイル/パラダイス・ヴァレーの奇跡（カラミティ・ジェーン〈キャサリン・オハラ〉）
- ドク・ハリウッド（ナンシー〈ブリジット・フォンダ〉）※テレビ朝日版
- ドラゴン・タトゥーの女（アニタ・ヴァンゲル〈ジョエリー・リチャードソン〉）
- ドラゴンハート（カーラ〈ディナ・メイヤー〉）※ソフト版
- トランスアメリカ（マーガレット〈エリザベス・ペーニャ〉）
- 鳥（メラニー・ダニエルズ〈ティッピ・ヘドレン〉）※BD版
- ドリヴン（ルック〈ステイシー・エドワーズ〉）※ソフト版・テレビ東京版
- トレインスポッティング
- トロイ（ヘレン〈ダイアン・クルーガー〉）※ソフト版
- どんな時も（エイプリル・トマス）
- 9デイズ（ニコール）※ソフト版
- 長く熱い週末（ヴィクトリア〈ヘレン・ミレン〉）
- ニューヨークの亡霊（ジュリア〈ポリー・ウォーカー〉）
- ネメシス2（ザナ）
- 覗く女（女医）
- バーグラント（イーディ・ロバーツ）
- ハード・ウェイ（チャイナ刑事〈メアリー・マーラ〉）※フジテレビ版
- ハートブルー ※日本テレビ版
- パーフェクト・ファミリー（シンディ・フィグラー〈ジェニファー・ティリー〉）
- BARに灯ともる頃（ロレダーナ〈アンヌ・パリロー〉）
- ハイ・フィデリティ（リズ〈ジョーン・キューザック〉）
- ハイリスク（ハニー）
- ハウリングIII
- バウンド（ヴァイオレット〈ジェニファー・ティリー〉）※テレビ東京版
- バグズ（エミリー・フォスター〈アンジー・エヴァーハート〉）
- バジル（ジュリア・シャーウィン〈クレア・フォーラニ〉）
- バックファイヤー!（ジェシカ〈シェリー・ウィンタース〉）
- バッドボーイズ（ジュリー〈ティア・レオーニ〉）※ソフト版
- パトリオット・ゲーム（アネット〈ポリー・ウォーカー〉）※ソフト版
- 花嫁のパパ2（メーガン・アイゼンバーグ医師〈ジェーン・アダムス〉）
- ハミングバード（クリスティナ〈アガタ・ブゼク〉）
- ハムナプトラ3 呪われた皇帝の秘宝（エヴリン・オコーネル〈マリア・ベロ〉）※劇場公開版
- パラサイト（デライラ・プロフィット〈ジョーダナ・ブリュースター〉）※ソフト版
- ハリー・ポッターと炎のゴブレット（リリー・ポッター〈ジェラルディン・サマーヴィル〉）
- ハリー・ポッターと死の秘宝 PART2（リリー・ポッター〈ジェラルディン・サマーヴィル〉）
- 張り込みプラス（マリア・マグワイヤ〈マデリーン・ストウ〉）※ソフト版
- パリに見出されたピアニスト（エリザベス〈クリスティン・スコット・トーマス〉）
- パルプ・フィクション（ジョディ〈ロザンナ・アークエット〉）
- バレット モンク（ニーナ）※ソフト版
- ハンテッド（アビー・デュレル〈コニー・ニールセン〉）※テレビ東京版
- ピース・ピープル（ブローナ〈アンナ・フリエル〉）
- ヒート・ストローク（タリー〈スヴェトラーナ・メトキナ〉）
- 引き裂かれたカーテン（サラ・ルイス・シャーマン〈ジュリー・アンドリュース〉）※BD版
- ヒドゥン2（ジュリエット・ベック〈ケイト・ホッジ〉）
- ビューティフル・ガールズ（ダリアン・スモールズ〈ローレン・ホリー〉）
- ビロウ（クレア〈オリヴィア・ウィリアムズ〉）※ソフト版
- ファイヤーワークス（キャロル・レイクウッド〈ジーナ・ガーション〉）
- ファム・ファタール（ローレ / リリー〈レベッカ・ローミン〉）※テレビ朝日版
- ファンキー・モンキー（メーガン〈ローマ・ダウニー〉）
- ファントム・スレッド（ヘンリエッタ・ハーディング伯爵夫人〈ジーナ・マッキー〉）
- フューネラル（ジーン〈アナベラ・シオラ〉）
- プライベート・パーツ（アリソン・スターン〈メアリー・マコーマック〉）
- ブラック・ドッグ（メラニー・クルーズ〈ブレンダ・ストロング〉）※日本テレビ版
- ブラックマスク2（カメレオン〈トレイシー・ローズ〉）
- PLANET OF THE APES/猿の惑星（アリ〈ヘレナ・ボナム＝カーター〉[239]）※日本テレビ版
- フリー・ウィリー（レイ〈ロリ・ペティ〉）※ソフト版
- フリッパー（ステラ）
- プルートで朝食を（アイリー・バーギン）
- フル・ブラント（シャイ）
- ブレード/刀（アママー）
- プレジデントマン/地獄のステルスコマンド（クエ）※テレビ東京版
- ブロークン・アロー（テリー・カーマイケル〈サマンサ・マシス〉）※ソフト版
- ブローン・アウェイ/復讐の序曲（ナンシー）※ソフト版
- PROMISE（満神〈チェン・ホン〉）※テレビ朝日版
- ベイビーズ・デイアウト/赤ちゃんのおでかけ（マックレイ夫人）
- ホーンテッド・ハウス（カイラ）
- 冒険王（ユンフン〈ロザムンド・クワン〉）
- 暴走特急（ギルダー大尉〈ブレンダ・バーキ〉）※テレビ朝日版
- 僕のボーガス（バベット〈ウテ・レンパー〉）
- 僕は、パリに恋をする（パトリシア〈ミウ＝ミウ〉）
- 星の王子 ニューヨークへ行く（リサ・マクドゥーエル）※日本テレビ版
- ポストマン（アビー〈オリヴィア・ウィリアムズ〉）※ソフト版
- ポゼッション（ステファニー〈キーラ・セジウィック〉）
- ホットゾーン（クリスティン・エドモントン）
- ボルケーノ（エミー・バーンズ〈アン・ヘッシュ〉[240]）※テレビ朝日版
- マネーボール（シャロン〈ロビン・ライト〉）
- マルコヴィッチの穴（マキシン〈キャサリン・キーナー〉）
- マン・オブ・スティール（ファオラ＝ウル〈アンチュ・トラウェ〉[241]）
- マンハッタン・ラプソディ（キャンディ〈エル・マクファーソン〉）
- ミシェル・ヴァイヨン（ルース・ワン〈リサ・バービュシア〉）
- Mr.ダマー2 1/2（エリザベス・ガードナー〈ジェシカ・スティーン〉）
- ミッション・トゥ・マーズ（マギー・マッコーネル〈キム・デラニー〉）
- ミュンヘン（ジャネット〈マリ＝ジョゼ・クローズ〉）
- 名犬ラッシー（サラ・カラコフ〈サマンサ・モートン〉）
- めぐり逢えたら（マギー〈キャリー・ローウェル〉）※ソフト版
- メン・オブ・ウォー（グレース〈キャサリン・ベル〉）
- モーリス（キティ・ホール）※テレビ東京版
- もう子守歌はいらない（トリー〈リンダ・パウエル〉）
- 黙秘（セリーナ〈ジェニファー・ジェイソン・リー〉）※ソフト版
- モンテ・クリスト伯（メルセデス〈ダグマーラ・ドミンスク〉）
- 野獣特捜隊（アンナ〈エリザベス・リー〉）
- ユージュアル・サスペクツ（イーディ・フィネラン〈スージー・エイミス〉）※テレビ東京版
- 許されざる者（ディライラ・フィッツジェラルド）※ソフト版
- 雷神-RAIJIN-（フランキー・ミラー〈ホリー・エリッサ・ディグナード〉）
- ライフ・イズ・ビューティフル（ドーラ〈ニコレッタ・ブラスキ〉）※テレビ朝日版
- ライブ・フレッシュ（エレナ〈フランチェスカ・ネリ〉）
- ラスト・アクション・ヒーロー（マリア・シュライヴァー）※ソフト版
- ラストサマー（エルザ・シバース〈ブリジット・ウィルソン＝サンプラス〉）※テレビ朝日版
- ラスト・ボーイスカウト（コリー〈ハル・ベリー〉）※テレビ朝日版
- ラストマン・スタンディング（ルーシー・コリンスキー〈アレクサンドラ・パワーズ〉）※テレビ朝日版
- ラブ in ローマ（ジェイミー〈レスリー・ダノン〉）
- ララミーから来た男（バーバラ・ワゴマン〈キャシー・オドネル〉）※ソフト版
- 乱気流/タービュランス（テリー・ハロラン〈ローレン・ホリー〉）※テレビ朝日版
- ランボー ラスト・ブラッド（カルメン〈パス・ベガ〉[242]）※BSテレ東版
- リコシェ/炎の銃弾（プリシラ〈リンゼイ・ワグナー〉）※DVD版
- リトル・ジャイアンツ（パティ〈スザンナ・トンプソン〉）
- リトル・ブッダ（ヤショーダラ）
- リベリオン（メアリー・オブライエン〈エミリー・ワトソン〉）
- ル・アーヴルの靴みがき（アルレッティ〈カティ・オウティネン〉）
- ルトガー・ハウアー 処刑脱獄（アン・マリ〈リヤ・キールステッド〉）※テレビ東京版
- レッド・コーナー 北京のふたり（ホン・リン）
- レッド・ブラスト（ケイト〈ディナ・メイヤー〉）
- レッドロック/裏切りの銃弾（スザンヌ・ブラウン〈ララ・フリン・ボイル〉）
- レナードの朝（ポーラ〈ペネロープ・アン・ミラー〉）※日本テレビ版
- レボリューション6（ネレ〈ナディヤ・ウール〉）
- ローラーボール（オーロラ〈レベッカ・ローミン〉）※ソフト版
- ロスト・アイズ（フリア・レヴィン / サラ〈ベレン・ルエダ〉）
- ワイアット・アープ（ルー・アープ〈アリソン・エリオット〉）※ソフト版
- ワイルド・ワイルド・ウエスト（メイリー・イースト〈バイ・リン〉）※ソフト版
- 若草物語（メグ・マーチ〈トリニ・アルバラード〉）
- わたしに会うまでの1600キロ（ボビー〈ローラ・ダーン〉）
- 私のちいさなピアニスト（キム・ジス〈オム・ジョンファ〉）
- 私は「うつ依存症」の女（スターリング医師〈アン・ヘッシュ〉）
- 102（クロエ・サイモン〈アリス・エヴァンス〉）
- ワンダー・ガールズ 東方三侠（サン〈ミシェル・ヨー〉）
- ワンダー・ガールズ 東方三侠2（サン〈ミシェル・ヨー〉）
- ワンダーランド駅で（エリン〈ホープ・デイヴィス〉）

#### ドラマ
- 蒼のピアニスト（チェ・ヨンラン〈チェ・シラ〉）
- アガサ・クリスティー ミス・マープル
  - 予告殺人（フィリッパ・ヘイムズ〈キーリー・ホーズ〉）
  - スリーピング・マーダー（ヘレン・マースデン）
- アグリー・ベティ（ジョーダン）
- アルゴノーツ 伝説の冒険者たち（ヒュプシピュレ〈ナターシャ・ヘンストリッジ〉）
- ER IV 緊急救命室（アンナ・デル・アミコ〈マリア・ベロ〉）
- WITHOUT A TRACE/FBI 失踪者を追え!（エリザベス・マニング・ダンフォース）
- 宇宙船レッド・ドワーフ号
  - シーズン10（プリー〈レベッカ・ブラックストーン〉）
  - シーズン11（ハーモニー）
- ウルトラマンパワード（原発職員）
- NCIS: ニューオーリンズ シーズン1 #6（リンダ・プライド〈ペイジ・ターコー〉）
- NCIS 〜ネイビー犯罪捜査班
  - シーズン2 #8（ジャニス・バイヤーズ）
  - シーズン6 #18（タラ・コール〈ロシェル・エイツ〉）
- NYPDブルー（ジャニス巡査〈エイミー・ブレネマン〉）
- Lの世界（アイヴァン・エイコック〈ケリー・リンチ〉）
- エレメンタリー ホームズ&ワトソン in NY（2012年 - 2019年、ジョーン・ワトソン〈ルーシー・リュー〉） - 7シリーズ
- ALMOST HUMAN/オールモスト・ヒューマン #2（ヴァネッサ〈エラ・トーマス〉）
- 恐竜家族（マイマ）
- グッド・ファイト（マデリーン・スターキー〈ジェーン・リンチ〉）
- クリミナル・マインド FBI行動分析課
  - シーズン5 #20（ジュリエット・モンロー）
  - シーズン7 #17（マギー・ホールドマン〈テリー・ポロ〉）
  - シーズン11 #5（エレン・クラーク〈マリナ・ベネディクト（英語版）〉）
- コールドケース（リリー・ラッシュ〈キャスリン・モリス〉）
- 高慢と偏見（ジェーン・ベネット）
- コバート・アフェア CIA諜報員アニー（ジョーン・キャンベル〈カリ・マチェット〉）
- ザ・タイタニック（アリス・クリーヴァー）
- THE LAST OF US（テス〈アナ・トーヴ〉[243]）
- サバイバー: 宿命の大統領（アンドレア・フロスト〈キム・レイヴァー〉）
- ザ・ルーキー シーズン1 #12（デニース〈ボー・ギャレット〉）
- ザ・ハンガー シーズン1 #4（エグザン）
- CSI:科学捜査班 シーズン12-15（ジュリー・フィンレイ〈エリザベス・シュー〉）
- CSI:ニューヨーク8 #11（エリザベス・ファーガソン）
- ジェリコ 〜閉ざされた街〜（エミリー・サリヴァン〈アシュレイ・スコット〉）
- シャーロック・ホームズの冒険 ボール箱（ルーシー）
- 新アウターリミッツ（エリン・ホワイトリー、レイチェル・カーター〈デブラ・ファレンティノ〉、ダーシー・キプリング〈レスリー・ホープ〉）
- シンデレラのお姉さん（ソン・ガンスク〈イ・ミスク〉）
- スキップ・ビート! 〜華麗的挑戦〜
- S.O.F. シーズン1（マーゴ〈メリンダ・クラーク〉）
- SCORPION/スコーピオン シーズン1 #14（シーマ〈ナズニーン・コントラクター〉）
- スターゲイト アトランティス シーズン1-14（チャイヤ）
- スタートレックシリーズ
  - 宇宙大作戦（クリスティン・チャペル、カラ、マーラ、艦内通信）※追加収録部分
  - 新スタートレック（ユタ、テス・アレンビー少尉、リーバ、アクイエル・ウナリ少尉）
  - スタートレック:エンタープライズ（アーレン）
  - スタートレック:ディープ・スペース・ナイン（エリス、ガーランド）
- ステート・オブ・プレイ〜陰謀の構図〜（アン・コリンズ〈ポリー・ウォーカー〉）
- スティーヴン・キングのキングダム・ホスピタル（ナタリー・リックマン）
- スティーヴン・キングのザ・スタンド（ナディーン・クロス〈ローラ・サン・ジャコモ〉）
- スパイダー・エンジェル MISSION 3:マインド・ゲーム（レイナ）
- 素晴らしき日々（デニス）
- スパルタカス（ルクレティア〈ルーシー・ローレス〉）
- スパルタカス ゴッド・オブ・アリーナ（ルクレティア〈ルーシー・ローレス〉）
- ダーク・マテリアルズ/黄金の羅針盤（コールター夫人〈ルース・ウィルソン〉[244]）※U-NEXT版
- 地上最強の美女たち!チャーリーズ・エンジェル シーズン1 #17（エリザベス）※追加収録部分
- チャームド 〜魔女3姉妹〜 シーズン7（ニーナ）
- TAKEN（サリー・クラーク〈キャサリン・デント〉）
- 24 -TWENTY FOUR- シーズン4-6（オードリー・レインズ〈キム・レイヴァー〉）
- 24 -TWENTY FOUR- リブ・アナザー・デイ（オードリー・ブードロー〈キム・レイヴァー〉）
- となりのサインフェルド シーズン5 #6（ローラ〈マーリー・マトリン〉）
- NIP/TUCK マイアミ整形外科医（ジュリア・マクナマラ〈ジョエリー・リチャードソン〉）
- バーン・ノーティス 元スパイの逆襲 シーズン4 #8（サラ）
- ハウス・オブ・ザ・ドラゴン（レイニス・ヴェラリオン〈イヴ・ベスト〉[245]）
- HAWAII FIVE-0 シーズン2（ケンジー・ブライ〈ダニエラ・ルーア〉）
- 犯罪捜査官ネイビーファイル（サラ・“マック” マッケンジー〈キャサリン・ベル〉）
- ハント・フォー・キラー 狂気の呼び声（モニカ〈ロッテン・ルーシュ〉[246]）
- ビバリーヒルズ高校白書（トニー、トレーシー）
- Face to Face -尋問-（スサンヌ〈トリーネ・デュアホルム〉[247]）
- ふたりは最高!ダーマ&グレッグ シーズン5 #16・19（グレッチェン〈クラウディア・シファー〉）
- THE BLACKLIST/ブラックリスト（マデリーン・プラット〈ジェニファー・イーリー〉）
- フルハウス（トレイシー・ゲーリアン / トニー）
- ホワイトカラー #35（セリーナ・トーマス〈メッチェン・アミック〉）
- MAD MAN（レイチェル・メンケン〈マギー・シフ〉）
- マペット放送局（シンディ・クロフォード）
- ミステリー・グースバンプス（サラベス）
- 名探偵ポワロ ※NHK版
  - 満潮に乗って（リン・マーチモント）※第57話
  - 鳩のなかの猫（アン・シャプランド）
- 名探偵モンク シーズン3 #3（ミシェル・リーバス）
- THE MENTALIST メンタリストの捜査ファイル（アリシア・シーバーグ）
- ヤングライダーズ シーズン1 #11（セーラ・ダウンズ）、#23・24（ヴェラ・コリンズ）
- 世にも不思議なアメージング・ストーリー シーズン2 #12（キャサリン・ボールドウィン〈キャサリン・ボロウィッツ〉）
- ライ・トゥ・ミー 嘘は真実を語る（シーラ〈アリシア・コッポラ〉）
- LAW&ORDER:クリミナル・インテント（エリザベス・ドーソン）
- ロスト・シンボル（サトウ〈スマリー・モンタノ〉[248]）

#### アニメ
- アントブリー（ホーバ）
- インヴェイジョンUSA（リタ・カーター）
- おさるのジョージ4/王子でござーる!（アナ）
- ザ・シンプソンズ（ブルック・シールズ、アレックス・ホイットニー）
- ザ・ペンギンズ from マダガスカル（キッカ）
- スターシップ・トゥルーパーズ・クロニクルズ（カルメン）
- スパイダーマン:スパイダーバース（ヴァネッサ・フィスク）
- タンタンの冒険
- トイ・ストーリーシリーズ（ドーリー）
  - トイ・ストーリー3
  - ハワイアン・バケーション
  - トイ・ストーリー4
  - フォーキーのコレって何?
- トムとジェリー
- トランスフォーマー アニメイテッド（スリップストリーム）
- 超生命体トランスフォーマー ビーストウォーズ リターンズ（ボタニカ）
- ねずみの騎士デスペローの物語
- バットマン
- 春田花花幼稚園 マクダルとマクマグ（ミセス・マク）
- バンビ2 森のプリンス（ミーナ）
- ピノキオ 新しい冒険（女神）
- モンスターVSエイリアン
- ランゴ（アンジェリーク）
- わんわん物語II（ダーリング）

### 特撮
- スーパー戦隊シリーズ
  - 魔法戦隊マジレンジャー（冥府神ゴーゴンの声）
  - 獣拳戦隊ゲキレンジャー（ミシェル・ペングの声）
    - 獣拳戦隊ゲキレンジャースペシャルDVD ギュンギュン!拳聖大運動会（ミシェル・ペングの声）

### テレビドラマ
- 超人間要塞 ヒロシ戦記 第1話・第2話・第6話（2023年2月13日・2月14日・2月21日  、NHK総合） - 王国のアナウンス（声の出演）[249][250]

### テレビ番組
- ゴジラ王国（博士の声〈代役〉[9]）

### デジタルコミック
- VOMIC 月華美刃（2011年、竹之内フジヤ）
- 戦争は女の顔をしていない コミック朗読PV（2020年、ヴィレンスカヤ軍曹/ナレーション）

### ナレーション
- アルファロメオ・ジュリエッタ（2012年1月30日 - ）CM - ナレーション
- アフロディーテの羅針盤 - ナレーション
- ぐんまのやぼう for ニンテンドー3DS - ニンテンドーeショップ内 紹介映像ナレーション
- 太陽のセクスアリス - ナレーション
- トップランナー - ナレーション
- にっぽん 歴史散歩 - ナレーション
- 林先生の痛快!生きざま大辞典 - ナレーション
- BS1スペシャル「見えざる敵に挑む〜AIが迫る感染爆発〜」 - 語り
- 報道特集NEXT→報道特集 - ナレーション
- ワタシが好きな500の色(BSフジ） - 、ナレーション
- 魔改造の夜（NHK BSプレミアム、2020年6月19日[251]・26日[252]・8月22日[253]・11月28日[254]・12月26日[255]・2021年8月14日[256]・21日[257]） - 語り

### ラジオ
- Windy's murmur 川田妙子と田中敦子のミラクルラジオ（Windy's murmur公式サイト）
- 純喫茶 あねもねR（文化放送Podcast：2016年4月17日 - 2024年6月3日）
  - 配信後期は不定期で出演休止しており、2024年6月3日の回が結果的に生前最後の出演となった。なお、2024年9月17日の回は、リスナーから寄せられた田中への追悼メッセージの特集となった。

### ラジオCD
- うたわれるものらじお CD+CD-ROM Vol.1 うたわれるものらじお特別版

### オーディオブック
- ハッピーバースデー（2009年、ナレーション）
- 文芸あねもねR「二十三センチの祝福」（2013年、芽衣子[258]）
- 文芸あねもねR「少女病 近親者 ユキ」（2013年、香苗[259]）
- 文芸あねもねR「水流と砂金」（2013年、ハル[260]）
- 文芸あねもねR「ボート」（2013年、朗読[261]）

### その他コンテンツ
- SHOWBIZPLANNING PRODUCE 公演「ダーティー・マネー」（2009年、アン・スコット）
- ロウドクノチカラ「Isaka Short Stories」（2014年、語り、三代子）
- Thunderbolt Fantasy 東離劍遊紀（2016年 ナレーション、妖荼黎）
- 未来創造堂（シアター創造堂の中での吹き替え）
- スカイラブ3（パチスロ）（ラブ・ハート）
- パチスロ あしたのジョー2（白木葉子）
- 実録!世界の愛憎ミステリー 妻VS夫 殺しの修羅場ファイル（声の出演）
- トリハダ（秘）スクープ映像100科ジテン（声の出演）
- 東京ディズニーシー アクアトピア（アナウンス）
- 東京ディズニーランド スター・ツアーズ:ザ・アドベンチャーズ・コンティニュー（アリィ・サン・サン）
- 秘封活動記録 -祝-（八坂神奈子）
- オーディオドラマ『アイドルマスター シンデレラガールズ 2ndシーズン「NO MAKE」』（2015年、美城常務）
- 3ねんDぐみガラスの仮面〜とびだせ私たちのVR（ヴィクトリーロード）〜（2017年、月影千草[262]）
- Amazon Alexa「ローソンラジオ」（2018年）[263]
- アメイジング・アドベンチャー・オブ・スパイダーマン（シェリナ課長）
- Takanori Nishikawa LIVE TOUR 001［SINGularity］（2019年、F.L.E.I.［フレイ］[264]）
- TRUE WIRELESS STEREO EARPHONES 『攻殻機動隊 SAC_2045』モデル（2021年、草薙素子[265]）
- Takanori Nishikawa LIVE TOUR 002「SINGularity II -過形成のprotoCOL-」（2022年、F.L.E.I.［フレイ］[266]）
- ノサカラボ TASTE OF SOUND WAVE Reading with Live music「シャーロック・ホームズ3」（2023年7月15日・16日、大手町三井ホール）[267]
- ボイスコミック『マダムたちのルームシェア』（2023年、沙苗）[268][269]

## ディスコグラフィ

### キャラクターソング
| 発売日  | 商品名                                                                | 歌                     | 楽曲                               | 備考                                  |
| 1997年  | 1997年                                                                | 1997年                 | 1997年                             | 1997年                                |
| ------- | --------------------------------------------------------------------- | ---------------------- | ---------------------------------- | ------------------------------------- |
| 5月21日 | マッハGoGoGo ソング・コレクション                                     | セシル葉月（田中敦子） | 「ICE & HEAT」                     | テレビアニメ『マッハGoGoGo』関連曲    |
| 2007年  |                                                                       |                        |                                    |                                       |
| 4月25日 | Fate/stay night キャラクターイメージソング V：キャスター（GNCA-0046） | キャスター（田中敦子） | 「誘い」 「誘い NUMBER201 Re-mix」 | テレビアニメ『Fate/stay night』関連曲 |

## 後任
田中の闘病・死去に伴い、持ち役を引き継いだ人物は以下の通り。
| 後任       | 役名                               | 作品                                     | 後任の初担当作品                                 |
| ---------- | ---------------------------------- | ---------------------------------------- | ------------------------------------------------ |
| 井上喜久子 | レイニス・ターガリエン王女         | 『ハウス・オブ・ザ・ドラゴン』           | シーズン2                                        |
| 小島幸子   | ナレーション                       | 『魔改造の夜』                           | 第9弾                                            |
| 能登麻美子 | エヴァ                             | 「デビルメイクライシリーズ」             | アニメ『Devil May Cry』                          |
| 深見梨加   | キャサリン・ハルゼイ博士           | テレビドラマ『HALO』                     | シーズン2                                        |
| 深見梨加   | ケイトリン〈ニコール・キッドマン〉 | 『特殊作戦部隊:ライオネス』              | シーズン2                                        |
| 本田貴子   | メアリー・世良                     | 『名探偵コナン』                         | 第1144話                                         |
| 園崎未恵   | コンスタンティン                   | 『リバース:1999』                        | 2025年1月9日以降                                 |
| 湯屋敦子   | メリーナ・ヴォストコフ             | 『マーベル・シネマティック・ユニバース』 | 『ホワット・イフ...?』                           |
| 山口由里子 | レインドット                       | 『原神』                                 | 「テイワット」メインストーリー幕間PV「神の限界」 |
| 兵藤まこ   | ショコラおばさん                   | 『それいけ!アンパンマン』                | 第1685話Bパート                                  |

### シリーズ一覧
1. ↑  第1期（1999年）、第2期『だいすき! ぶぶチャチャ』（2001年）
2. ↑  『クロス』（2008年）、『ビクトリーV』（2013年）
3. ↑  第1期『流浪の戦士』（2009年）、第2期『玉座を継ぐ者』（2009年）、第3期『リベリオン』（2012年）
4. ↑  第1期（2010年）、第2期『II』（2011年）、第3期『女神篇』（2013年）
5. ↑  第1期（2010年 - 2012年）、第2期（2012年）
6. ↑  第1期（2014年）、第2期『第九惑星戦役』（2015年）
7. ↑  1stシーズン（2014年）、2ndシーズン（2015年）
8. ↑  第1期（2015年）、第2期『風塵乱舞』（2016年）
9. ↑  第1期（2015年 - 2016年）、第2期（2016年 - 2017年）
10. ↑  第1期（2016年）、第2期『2』（2017年）
11. ↑  第1期（2020年 - 2021年）、第2期『懐玉・玉折/渋谷事変』（2023年）
12. ↑  第3シリーズ（2021年）、第4シリーズ（2022年）
13. ↑  シーズン1（2021年）、シーズン2[124]（2023年）
14. ↑  『SPIRITS』（2007年）、『WARS』（2009年）、『WORLD』『3D』（2011年）、『OVER WORLD』（2012年）、『GENESIS』（2016年）、『CROSSRAYS』（2019年）、『ETERNAL』（2025年）
15. ↑  『Grand Order』（2015年 - 2019年）、『Arcade』（2018年）
16. ↑  『アズールレーン』（2017年 - 2023年）、『クロスウェーブ』（2019年）[166]
17. ↑  『Fit Boxing』（2018年）、『2 -リズム&エクササイズ-』（2020年）[172]

### 初出話一覧
1. ↑  第56話初出
2. ↑  第10話初出
3. ↑  第40話初出
4. ↑  第16話初出
5. ↑  第7話初出
6. 1 2  第8話初出
7. ↑  第22話初出
8. 1 2  第2話初出
9. ↑  第11話初出
10. 1 2  第4話初出
11. 1 2 3  第1話初出
12. ↑  第5話初出